# منتخب جنوب إفريقيا تحت 17 سنة لكرة القدم
منتخب جنوب أفريقيا تحت 17 سنة لكرة القدم (بالإنجليزية: South Africa national under-17 football team)‏ هو ممثل جنوب أفريقيا الرسمي في المنافسات الدولية في كرة القدم في فئة كرة قدم تحت 17 سنة للرجال، يديريه اتحاد جنوب أفريقيا لكرة القدم.